# Kazimierz Lubiński
Kazimierz Lubiński (ur. 13 stycznia 1947 w Stężycy) – polski specjalista w zakresie postępowania cywilnego, dr hab., profesor zwyczajny Katedry Postępowania Cywilnego Wydziału Prawa i Administracji Uniwersytetu Mikołaja Kopernika w Toruniu i Instytutu Prawa, Administracji i Zarządzania Wydziału Administracji i Nauk Społecznych Uniwersytetu Kazimierza Wielkiego.

## Życiorys
W 1975 obronił pracę doktorską, w 1986 uzyskał stopień doktora habilitowanego. 20 stycznia 2000 nadano mu tytuł profesora w zakresie nauk prawnych. Objął funkcję profesora zwyczajnego w Instytucie Prawa, Administracji i Zarządzania na Wydziale Administracji i Nauk Społecznych Uniwersytetu Kazimierza Wielkiego oraz w Katedrze Postępowania Cywilnego na Wydziale Prawa i Administracji Uniwersytetu Mikołaja Kopernika w Toruniu.
Piastował stanowisko kierownika Katedry Postępowania Cywilnego Wydziału Prawa i Administracji Uniwersytetu Mikołaja Kopernika w Toruniu.
Jego zasługą jest m.in. znaczny wkład w przygotowanie zmian Kodeksu postępowania cywilnego.

## Życie prywatne
Żona jest filologiem klasycznym i również pracuje na Uniwersytecie w Toruniu.